# Erich Schnake Walker
Erich Sebastián Schnake Walker (España, 1979) es un abogado y político chileno de ascendencia germana-inglesa, miembro del Partido por la Democracia (PPD). Ejerció como subsecretario de Minería de su país, durante el segundo gobierno de Michelle Bachelet entre noviembre de 2016 y marzo de 2018.

## Familia y estudios
Nació en España, en 1979, hijo del exparlamentario Erich Schnake y Pilar Walker Gana. Realizó sus estudios superiores en la carrera de derecho de la Universidad de Chile, y luego cursó un magíster en Derecho Ambiental de la Universidad de Sídney, Estados Unidos; y un diplomado en políticas públicas de la Universidad de Chicago, del mismo país.
Está casado desde 2011 con la arquitecta Mariana Hurtado Mayorga, con quien es padre de dos hijas.

## Trayectoria profesional
Durante la década de 2000, fue dirigente estudiantil y fundador de Ciudadano Inteligente, fundación dedicada al fomento de la transparencia.
Profesionalmente, trabajó como consultor y asesor legal en proyectos de mejoramiento y optimización de procesos de contratación, gestión de contratos y contratistas. Asimismo, participó en el diseño y redacción de documentos y procedimientos de contratación de Codelco-Chile, Compañía Minera Doña Inés de Collahuasi y Cementos Bio Bio.

## Tratectoria política
Militante al igual que su padre, del Partido por la Democracia (PPD), durante el segundo gobierno de Michelle Bachelet, en marzo de 2014 fungió como asesor de la División Político-Institucional en el Ministerio Secretaría General de la Presidencia, responsabilidad que dejó el 18 de noviembre de 2016, para asumir como subsecretario de Minería.
Paralelamente, en 2015 elaboró un documento relativo a la viabilidad y conveniencia de promover la realización de una asamblea constituyente para alcanzar una nueva Constitución Política de la República. En las elecciones municipales de 2016, fue candidato a concejal por la comuna de Santiago, sin resultar electo.

## Historial electoral
| Año  | Tipo                   | Territorio | Pacto         | Partido | Votos | %    | Resultado |
| ---- | ---------------------- | ---------- | ------------- | ------- | ----- | ---- | --------- |
| 2016 | Municipales a concejal | Santiago   | Nueva Mayoría | PPD     | 1 224 | 2.03 | No Electo |